# 第一次バーバリ戦争
第一次バーバリ戦争（だいいちじバーバリせんそう、First Barbary War、1801年-1805年）は、アメリカ合衆国と地中海の北アフリカ沿岸のバルバリア諸国（オスマン帝国の支配下で、独立した政権を維持しオスマン帝国から任命されたパシャが統治する独立採算州）の一つであるトリポリとの間で行われた戦争。このため、トリポリ戦争の別名がある。
スウェーデンは1800年以来、トリポリタニアと戦闘状態に入った。
なお、この戦争はアメリカ合衆国が独立して最初に経験する、宣戦布告の手続きがされた正式な対外戦争となった。

## 背景
この頃の地中海沿岸の北アフリカは、オスマン帝国の独立採算州として準独立地域の状態にあって、バルバリア諸国と呼ばれており、主にトリポリ、チュニス、アルジェの三つの地域からなっていて、それぞれに独立した政権が存在し、オスマン帝国本国からはパシャとして任命されて統治していた。
バルバリア諸国は、自前の武装組織としてバルバロス・ハイレッディンらを輩出したバルバリア海賊を擁しており、その武力を背景にオスマン帝国の保護下で地中海を通過する商船の船籍国から通行料と称する上納金を徴収した他、商船を襲って得たキリスト教徒の捕虜を人質にし、その国籍国と交渉して身代金を得ており、身代金が得られない場合は奴隷として売り飛ばすことも厭わなかった。
また、イギリス、フランス、オランダ等の強力な海軍を擁する国家は、強力な護衛艦隊を随伴させて通行料を納めなかったものの、互いにバルバリア海賊へ資金提供して互いの商船を襲わせるという状況であった。
なお、1783年に独立を達成したアメリカ合衆国は、豊富な森林資源による造船コストの安さにより、独立前から海運業が発達していた。独立達成直後はバルバリア諸国の要求どおりに通行料を支払っていたアメリカ合衆国政府であったが、その通行料は年を追うごとに値上がりし、国家財政を圧迫するようになったため、1801年にアメリカ合衆国大統領に就任したトーマス・ジェファーソンは就任直後から支払いを拒否する姿勢を見せた。
そのような経過の中、アメリカ合衆国政府がバルバリア諸国のパシャ達が要求する金額の通行料を支払わなくなったため、アメリカ合衆国船籍の商船がバルバリア海賊の襲撃目標になり、襲われ始めるようになった。

### 交渉

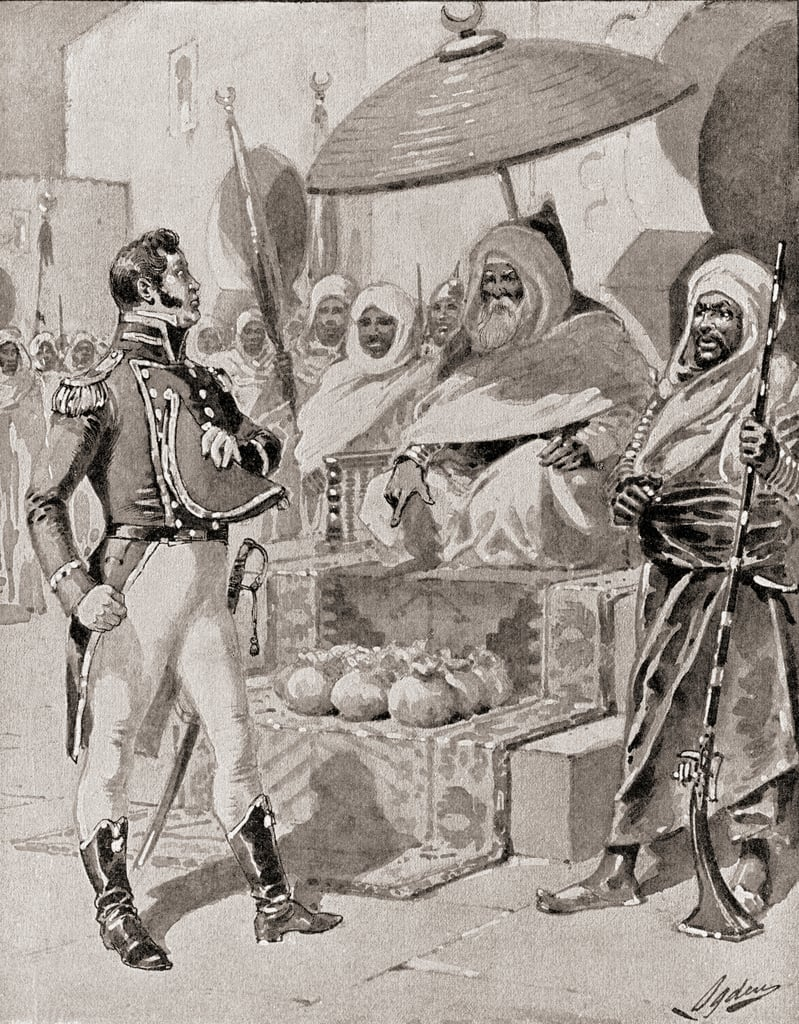
アルジェのデイ・フサインに敬意を表すベインブリッジ

アメリカ合衆国が通行料を要求どおり支払わないため、バルバリア諸国と呼ばれたトリポリ、チュニス、アルジェのパシャ達は、アメリカ合衆国政府に対し、これまで滞納していた通行料の一括払いと年間の通行料の速やかな支払いを公式に連名で要求してきた。しかし、アメリカ合衆国政府は国家の方針として通行料の支払い拒否を打ち出していたことから、これを拒否し、実質的な海賊の懐に資金が流れるのを良しとしないアメリカ合衆国の海運業者はこれに協力しようとしなかった。
このような経過でアメリカ合衆国政府は、通行料支払拒否の平和的解決のためにウィリアム・ベインブリッジを交渉に向かわせた。しかし、バルバリア諸国のパシャ達は納得しなかった。なお、このときベインブリッジは、最初に寄港したオスマン帝国の首都であるイスタンブールでトリポリへ行くよう指示され、トリポリ入港にあたってオスマン帝国の国旗を掲げて入港させられるという屈辱を味わっている。
この反応に危機的なものを感じ取ったアメリカ合衆国は、艦隊を組織して地中海に派遣した。
この間も地中海を通過するアメリカ合衆国船籍の商船は、バルバリア諸国の配下にあったバルバリア海賊に襲われ続け、抑留された捕虜に対するアメリカ合衆国からの身代金の支払いも滞ると見るや、違約金代わりにキリスト教徒の捕虜を奴隷として転売する姿勢を見せ始めた。

## 経過

### 開戦
1801年5月14日、当時のトリポリの支配者であり、トリポリのパシャであったカラマンリー朝のユスフ・カラマンリが在トリポリアメリカ合衆国領事館の星条旗を旗竿から切り落とすという暴挙に出たため、国旗に対する公式な侮辱であると受け取ったアメリカ合衆国との間で緊張状態になった。
このような中、6月1日、アメリカ海軍のリチャード・デイル率いるプレジデント、フィラデルフィア、エセックス及びエンタープライズからなる、先述の艦隊がジブラルタルに到着している。
6月14日、トリポリ側がアメリカ合衆国に対して開戦を通知したため、正式に戦争状態に突入した。
このとき、派遣されたアメリカ海軍の艦隊は、トリポリ側が約2万5000名の兵員と24隻の戦闘艦を擁していることから正面攻撃を行うわけにもいかず、遠巻きにトリポリに対する海上封鎖を行い、地中海を通過するアメリカ合衆国船籍の商船の護衛を行っている。

### 1801年8月1日の海戦

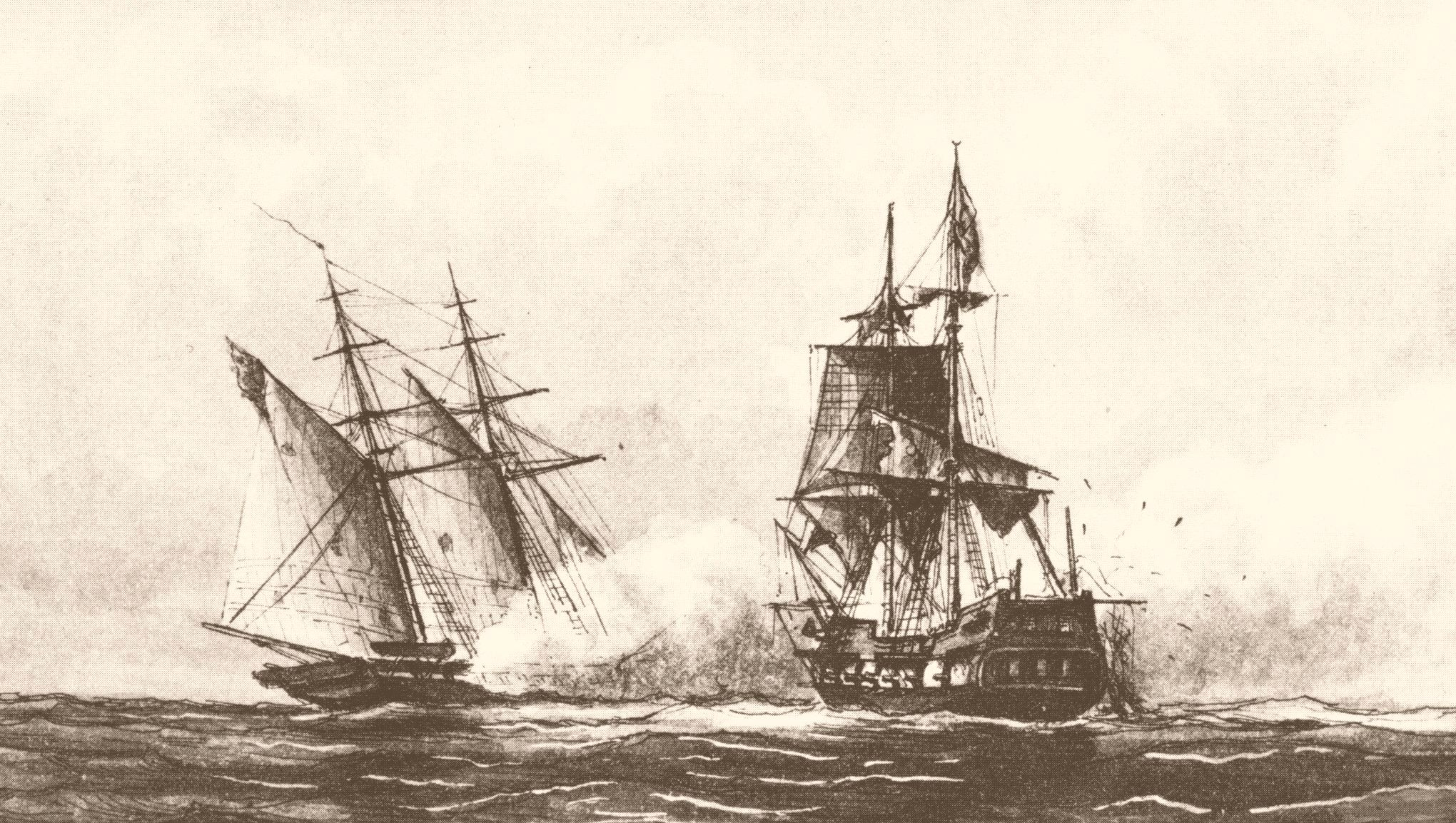
トリポリの海賊と戦うエンタープライズ

1801年8月1日、物資調達のためにアメリカ海軍の戦隊を離れて単独行動を行っていたアンドリュー・スターレットの指揮するアメリカ海軍のエンタープライズとトリポリ側のポラッカとの間で最初の戦闘が発生した。
このときは、アメリカ海軍が一方的に攻撃してトリポリ側のポラッカを戦闘不能に陥れ、戦利品としての確保の命令を受けていなかったアメリカ海軍のスターレットは武装解除の上で釈放している。アメリカ海軍のスターレットは釈放に際し、マストを切り倒して航行できなくしたため、トリポリ側のポラッカは帆によって帰還することができなくなった。
なお、戦いで大破し、釈放されたトリポリ側のポラッカは、やっとのことでトリポリへ帰り着いたが、それを待っていたのは当時のトリポリの支配者であったユスフ・カラマンリによる激しい非難であり、この戦いにおいてトリポリ側のポラッカの指揮官であったレイス・マホメット・ラウスは、指揮権を剥奪された上、雄ロバに後ろ向きに座らされ、羊の腸を巻かれて通りを引き回された後、足の裏を500回叩かれるという厳罰に処せられている。

### トリポリ港の戦い

#### フィラデルフィア拿捕事件
1803年10月3日、アメリカ海軍は艦隊司令官をエドワード・プレブルに代え、コンスティチューションを旗艦とする増援艦隊を派遣した。1801年8月1日の戦闘以来、小競り合いはあったものの、大きな戦闘は発生していなかった。
プレブルは、シチリア島のシラクサに艦隊の根拠地を構え、指揮を執ることとした。
しかし、作戦行動を計画中の1803年10月31日、派遣艦隊の中核的存在であったフィラデルフィアがトリポリ側の小型艦を深追いして座礁し、干潮の時間帯と重なって離礁できなくなってトリポリ側の砲艦に拿捕され、ウィリアム・ベインブリッジ艦長以下乗組員307名がトリポリ側の捕虜になる事件が発生した。
この事態を重く見たプレブルは、捕虜になったベインブリッジからの手紙での提案もあって、拿捕されたフィラデルフィアがトリポリ側の手によって戦力化されるのを防ぐため、事前の会議でフィラデルフィアの破壊作戦への従事を志願していたスティーブン・ディケーターに対してフィラデルフィアの破壊を命令した。
命令を受けたディケーターは、イントレピッドと改名したトリポリ側から拿捕したケッチ漁船に兵員を乗せ、夜間に送り込んでフィラデルフィアを破壊する作戦を立案し、1804年2月16日に作戦を実行した。現地の漁船に偽装し、募集した志願者76名を乗せたイントレピッドは、艦内に収容しきれなかった約10名を上甲板に乗せていたものの、トリポリ側に怪しまれることなく要塞の砲台の真下に係留されていたフィラデルフィアに接近、アメリカ海軍の完全な奇襲となったこの戦いは、フィラデルフィアの左舷にイントレピッドが強行接舷の後、水兵の斬り込み隊を送り込み、短時間の白兵戦でフィラデルフィアを制圧し、イントレピッドから持ち込んだ可燃物に放火して退却した。
なお、当時トゥーロン港の海上封鎖作戦に従事していたホレーショ・ネルソンは、この作戦の成功を見て、「当代で最も大胆かつ勇敢な行為である」と賞賛している。

#### イントレピッド特攻

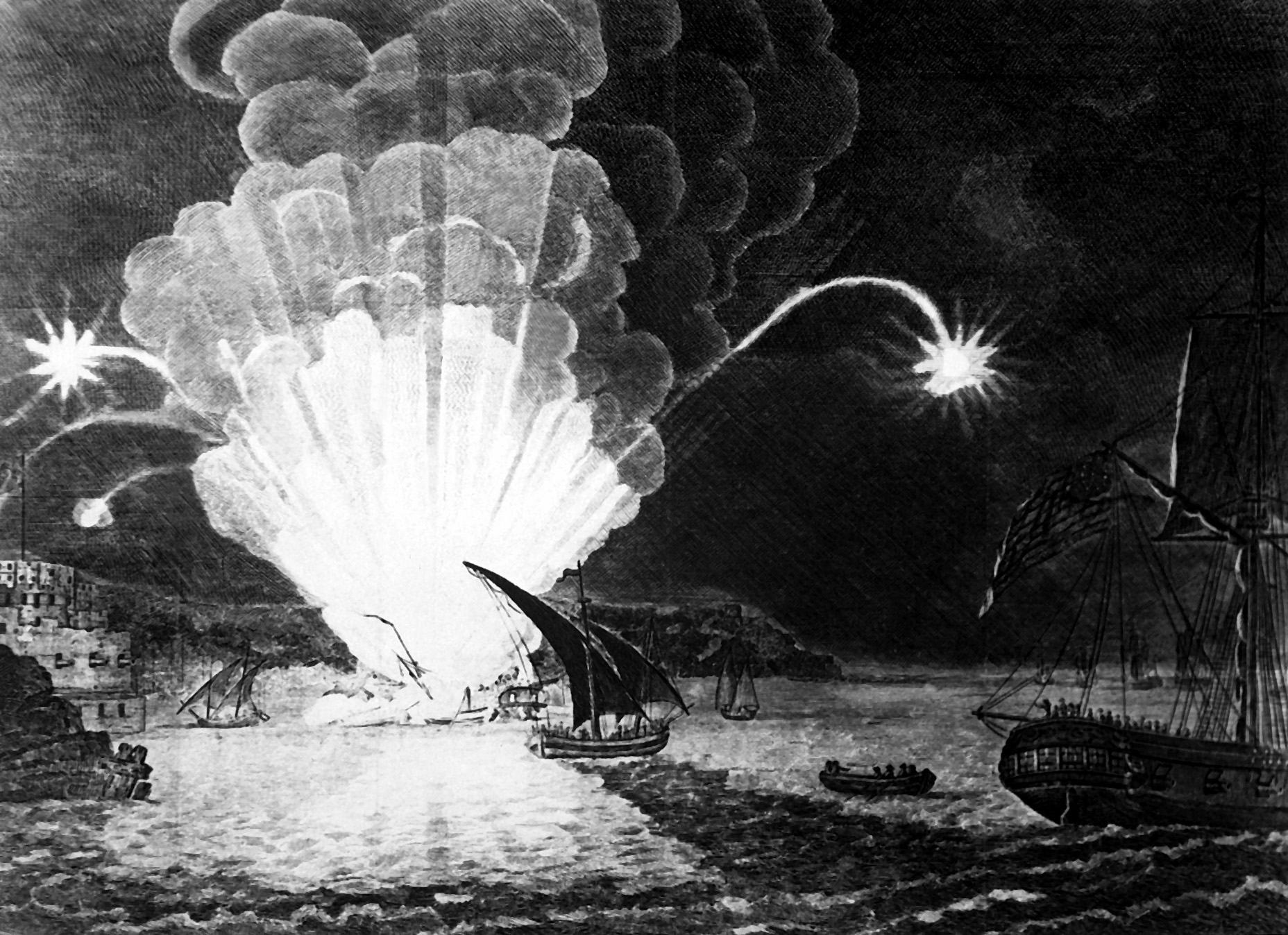
イントレピッド爆沈の図

フィラデルフィアを処分し、後顧の憂いを断ち切ったアメリカ海軍は、本格的な作戦行動を開始することになった。
フィラデルフィアの一件でトリポリ沖の浅瀬における行動が、大型艦にとって危険なことは明らかになっていたので、アメリカ海軍のプレブルは、当時のシチリア国王フェルディナンド3世に砲艦6隻とボムケッチ2隻を借り受けて戦力を整え、1804年8月に入ってから複数回にわたってトリポリの市街と要塞に対する艦砲射撃を試みている。特に1804年8月3日の艦砲射撃では、応戦するために出てきたトリポリ側の艦隊との海戦が発生し、トリポリ側の砲艦が撃沈されている。
しかし、陸上への効果的な砲撃ができる艦艇の絶対数が不足していたため、トリポリの市街と要塞に効果的なダメージを与えられず、この後に行われた身代金4万ドルと引き換えに捕虜となったフィラデルフィアの乗組員の解放を要求する交渉は、不調に終わっている。このとき、ユスフ・カラマンリは身代金として20万ドルを要求している。
このような状況を見たアメリカ海軍のプレブルは、次の策として、イントレピッドに大量の爆薬を載せ、決死隊の操船によってトリポリ側の泊地に侵入、爆発させて敵艦を一網打尽にする作戦を9月4日に実施したものの、フィラデルフィアの一件で警戒を厳重にしていたトリポリ側に発見され、要塞砲の攻撃によって載せていた爆薬が爆発し、艦長以下乗組員12名全員が戦死している。

### 作戦方針の転換
その直後の1804年9月10日、サミュエル・バロン率いるアメリカ海軍の増援艦隊がシラクサに到着し、艦隊司令官がエドワード・プレブルからサミュエル・バロンに代わっている。バロンは、これまでの状況から、以前の遠巻きの海上封鎖に作戦の方針を変更している。
海上封鎖によってトリポリ側の根拠地の制圧を試みたトリポリ港の戦いでの作戦行動は、艦艇の絶対数が足りず、トリポリ側の要塞砲とトリポリ沖の浅瀬に阻まれて徹底した攻撃ができなかったため、フリゲートを失うなどの損害の割には、成果の少ないものになっていた。
また、以前からトリポリ側の支配者階級における不和に目をつけていた、前在チュニス・アメリカ合衆国領事でアメリカ陸軍のウィリアム・イートン将軍は、より直接的な解決のため、艦隊に同行していたアメリカ海兵隊の分遣隊を陸路で派遣してトリポリ側の根拠地を占領する外、前のパシャで弟のユサフ・カラマンリに地位を乗っ取られ、エジプトに亡命していたハメット・カラマンリ（Hamet Karamanli）を担ぎ出し、政権転覆を画策する作戦を提案している。
このときイートン将軍は、100名程度のアメリカ海兵隊の派遣を派遣艦隊の司令官サミュエル・バロンに要求したが、7名しか派遣が認められなかった。

### ダーネの戦い

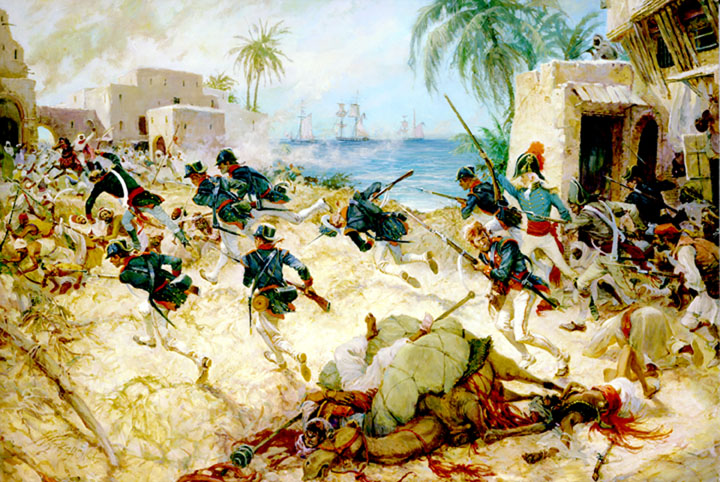
ダーネの街を攻撃するアメリカ海兵隊と傭兵

#### 戦力整備
1804年11月、アメリカ海軍のバロンの命令によって派遣されたプレスリー・オバノンを隊長とする7名のアメリカ海兵隊の分遣隊は、イートン将軍とともにエジプトの港町であるアレクサンドリアに上陸した。アメリカ海兵隊は、ハメット・カラマンリを探し出し、ハメット・カラマンリの人望とアメリカ海兵隊の努力により、約500名のキリスト教徒及びイスラム教徒による傭兵隊を組織することができた。

#### ダーネの戦い
1805年4月27日、45日間にわたる行軍の末、トリポリ側の根拠地であるダーネ（Derne）に到達したアメリカ海兵隊は、傭兵隊とともに攻撃を開始した。
アメリカ海軍の艦艇による艦砲射撃の援護もあって、アメリカ海兵隊と傭兵隊は攻撃を開始したその日のうちに市街へ突入し、ダーネにおけるトリポリ側の守りの要であった要塞を占領してダーネの市街を制圧した。このときプレスリー・オバノンは、自身の危険を顧みずに占領した要塞の上で、星条旗を取り出して振っている。
その後、オバノンの率いる部隊は4月28日に到着したトリポリ側の援軍による反撃に遭ったものの、後発のイートン将軍他2名の率いる約800名の傭兵隊が到着するまで持ちこたえたことにより、5月13日までにトリポリ側は撃退され、ダーネを完全に確保した。

### 終結
ダーネの戦いにおいてアメリカ軍が勝利した結果、アメリカ軍がトリポリ側の最大の根拠地であるトリポリに迫る勢いとなったため、トリポリのパシャであるユスフ・カラマンリは今までの強硬的な姿勢を軟化させ、トリポリ港の戦いで拿捕されたフリゲートの乗組員の身代金6万ドルと引き換えに「今後、アメリカ合衆国の船舶に対して通行料を課すことなく安全な航海を保証する」というアメリカ合衆国の要求を承諾したため、1805年6月10日、講和条約が締結され、第一次バーバリ戦争は終結した。

## 影響
トリポリがオスマン帝国における独立採算州として準独立地域の扱いを受けていたことから、オスマン帝国本国がこの戦争に介入しなかったため、アメリカ合衆国とオスマン帝国による全面戦争に発展することはなかった。
しかし、今までヨーロッパ諸国に地中海における手のつけられない存在として恐れられていた、バルバリア諸国の支配下にあったバルバリア海賊が敗れたことは、バーバリ諸国に通行料を上納していたヨーロッパ諸国に大きな衝撃を与え、その後のアメリカ合衆国の北アフリカ、中東のイスラム諸国に対する外交方針に大きな影響を与えている。
一方、海賊という収入源を失ったユスフ・カラマンリはサハラ交易で勢力回復を図ったが、三人の息子たちがスルタンの地位をめぐって争うという事態に直面、1832年に息子の一人アリ2世に譲位したが兄弟同士の内乱が発生。ヨーロッパのバルバリアへの伸長を見たオスマン帝国のマフムト2世によりアリ2世は1835年に廃位され、カラマンリー朝は滅亡。ユスフ・カラマンリは1838年に死去した。
また、アメリカ海兵隊では、ダーネの戦いが初めての海外派遣での本格的な戦いであったこともあり、戦場で直接指揮を執り、決定的な戦力差を覆して勝利をおさめ、アメリカ合衆国の歴史において海外の占領地に初めて星条旗を翻したプレスリー・オバノンの指揮官としての功績とともに、海兵隊讃歌の歌詞「To the shores of Tripoli」に反映され、今日に伝えられている。
なお、1815年には、この戦争の講和条約がトリポリ単体と締結されたと見なして海賊行為を継続したバルバリア諸国の一つであるアルジェとの間で第二次バーバリ戦争が発生している。